# Pescocanale
Pescocanale (Piscanale in dialetto marsicano) è una frazione di circa 300 abitanti del comune di Capistrello (AQ), in Abruzzo.

## Geografia fisica
Il borgo montano, situato a circa due chilometri dal capoluogo comunale, sorge a circa 700 m s.l.m. su una collina della valle Roveto ai cui piedi si trova il letto del fiume Liri, lungo corso d'acqua abruzzese.
Il paese dista circa un chilometro dal capoluogo comunale.

## Origini del nome
Il toponimo deriverebbe dalla sua posizione geografica. Il termine latino Pescum, o Pesculum, infatti si riferirebbe al basamento roccioso situato sulla sommità della collina su cui il nucleo urbano si è formato, così come sarebbe avvenuto per esempio a Pescocostanzo e Pescorocchiano. Nella parte bassa del rilievo, invece, scorre oltre una strettoia il letto del fiume Liri. Il nome indicherebbe quindi una rupe sopra il canale.
I suoi abitanti vengono chiamati "Pescocanalesi" oppure localmente, specie da parte degli abitanti dei paesi limitrofi, "Pingàri". In questo caso una delle ipotesi etimologiche fa derivare tale nome dalla presenza di due tintorie situate nei primi anni del Novecento lungo il torrente Rianza: dal latino "pingo", "pingis", "pinxi", "pictum", "pingĕre" che stanno per "tingere", "ornare di colori".

## Storia

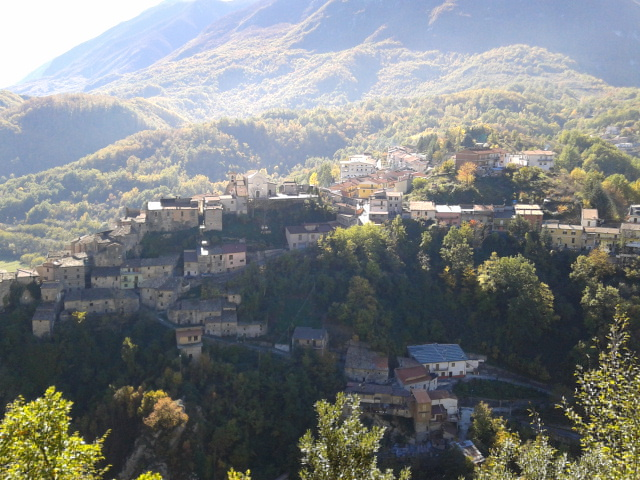
Panoramica dalla strada regionale della valle del Liri

Il fosso di Rianza, torrente situato a nord-ovest del paese, costituiva in epoca romana il confine tra i municipi di Antinum ed Alba Fucens, situati rispettivamente in territorio marso ed equicolo.
Nel Medioevo il piccolo paese, situato in una posizione strategica di passaggio tra le aree della Marsica e del Sorano, era dotato di uno stemma e di autonomia amministrativa essendo una universitas per la quale venivano eletti in capo due massari. Il nome appare chiaramente per la prima volta su una delle porte di bronzo dell'abbazia di Montecassino fatta incidere nel 1066. Nell'XI secolo infatti la piccola chiesa di Sant'Angelo (Sancti Angeli in Pesclum Canalem) faceva parte delle pertinenze ecclesiastiche del monastero di Santa Maria delle Grazie di Luco dei Marsi che ricadeva nella giurisdizione del monastero benedettino.
Nella bolla di Papa Pasquale II del 1115 il paese già apparve al confine della diocesi di Aquino-Sora con la diocesi dei Marsi. Il paese, denominato anche Peschiocanale durante il periodo medievale, appartenne alla contea dei Marsi e in seguito all'avvento dei Normanni fu uno dei feudi di Ruggero de Ollia risultando incluso nella contea di Albe. Successivamente passò sotto il controllo degli Orsini e, dagli ultimi anni del XV secolo fino all'eversione feudale del 1806, sotto la famiglia Colonna, seguendo così le vicende storiche del territorio rovetano. Dal 1807 fece parte del comune riunito di Civitella Roveto che includeva anche i centri di Meta, Canistro, Castellafiume e Pagliara. Nel 1829 la frazione venne inclusa nel comune di Capistrello.
Come tutti i centri dell'area fucense e rovetana subì gravi danni in seguito al terremoto della Marsica del 1915 e ai bombardamenti alleati della seconda guerra mondiale, finalizzati ad interrompere le comunicazioni lungo la strada della Valle del Liri e a creare ostacoli logistici ai tedeschi impegnati sul fronte di Cassino e lungo la linea Gustav.

## Monumenti e luoghi d'interesse

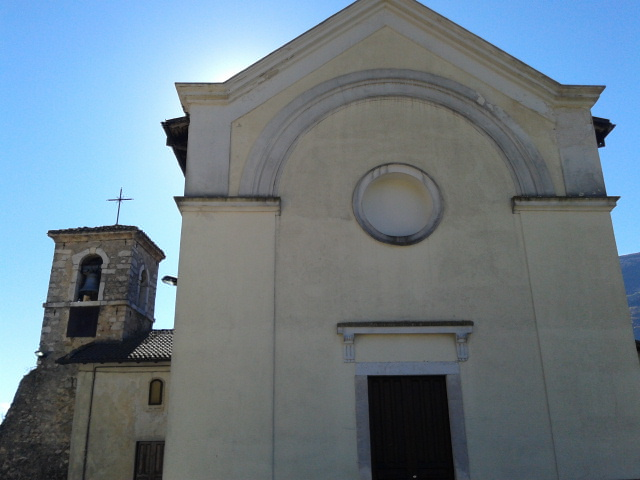
Chiesa di San Michele Arcangelo

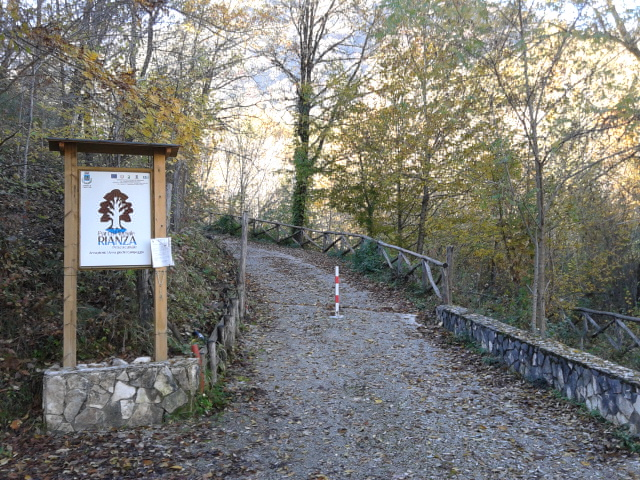
Ingresso del parco fluviale Rianza

### Architetture religiose
Chiesa di San Michele ArcangeloCitata nel 1105 in una Bolla di conferma inviata da Papa Pasquale II ad Odorisio, abate di Montecassino ed ancora nel 1112 in altra bolla inviata dallo stesso Papa al nuovo abate cassinense Gerardo.
- Cappella della Madonna delle Grazie.

### Architetture militari
- Resti della torre medievale.

### Architetture civili

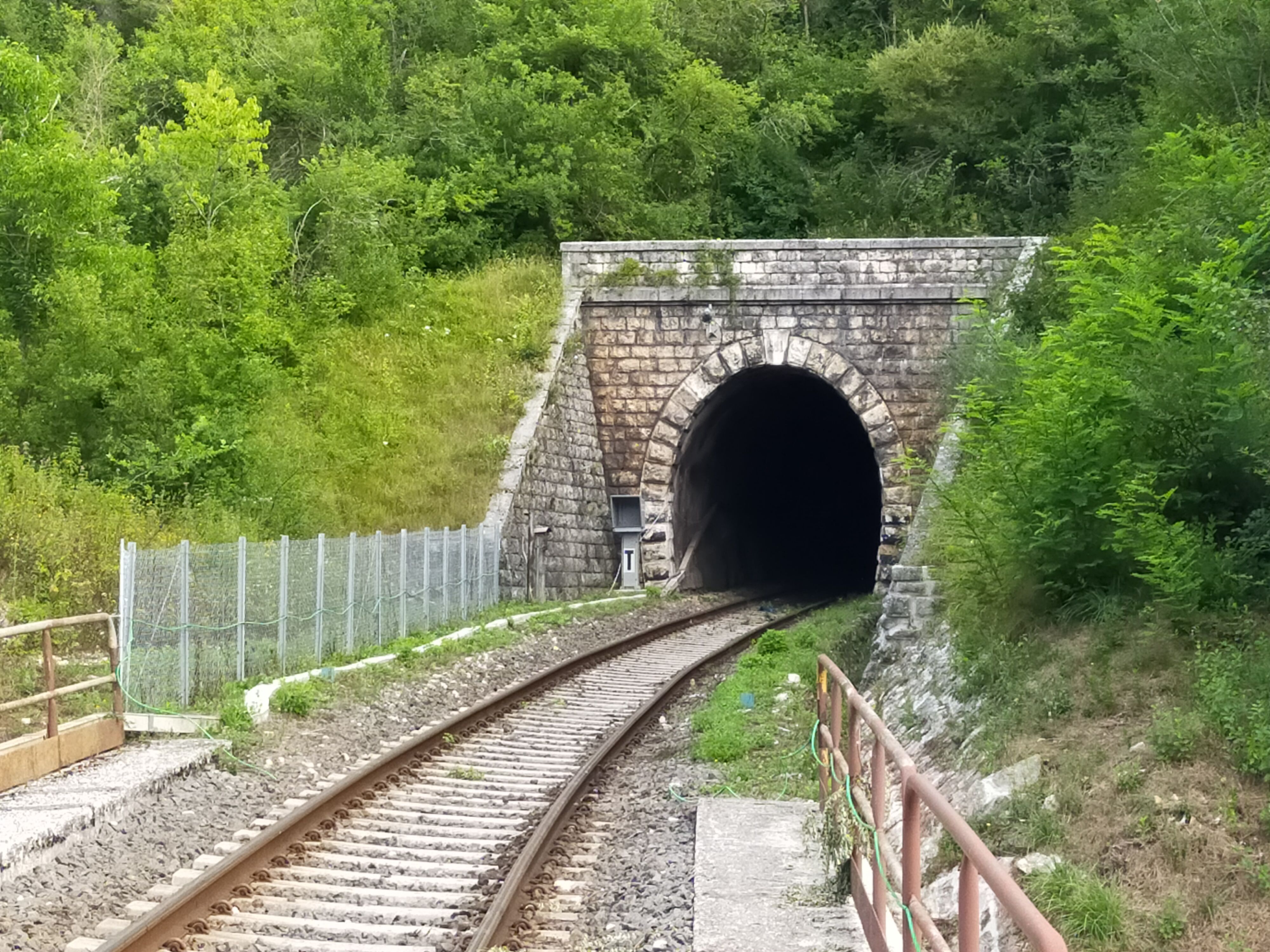
Imbocco della galleria nei pressi di Cupone

Galleria elicoidaleSistema di sette trafori che permette di superare un dislivello di circa 100 metri in 5 chilometri di tracciato con una pendenza media del 20 per mille. L'infrastruttura è situata in uno spazio angusto tra Capistrello e Pescocanale lungo la ferrovia Avezzano-Roccasecca. Venne realizzata tra la fine dell'Ottocento e il 1902.

### Aree naturali
Parco RianzaParco fluviale inaugurato nel 2015 con il fine di tutelare e valorizzare l'area che si estende nel territorio attraversato dal torrente omonimo, che segna il confine tra la valle Roveto e i piani Palentini.
- Altopiano della Renga

## Società

### Tradizioni e folclore
Nei giorni 18 e 19 agosto si svolgono annualmente le celebrazioni religiose e civili in onore del patrono san Michele Arcangelo.

## Infrastrutture e trasporti

### Strade
Il territorio è attraversato dalla strada statale 82 della Valle del Liri che collega Avezzano al Lazio meridionale e dalla strada provinciale 63 Simbruina.

### Ferrovie
La stazione di Pescocanale è servita dalla linea ferroviaria Avezzano-Roccasecca che collega la Marsica a Sora e Cassino.